# Находкинский проспект
Нахо́дкинский проспе́кт — центральная улица и главная транспортная артерия города Находки. Пересекает город с севера на юг, проходит вдоль западного берега бухты Находка, вытянут почти на 11 км. Образован 23 мая 1950 г., сразу после получения Находкой статуса города.

## Транспорт
Находкинский проспект — важнейшая транспортная артерия Находки. По нему проходят почти все маршруты городского автобуса. На проспекте расположены находкинский автовокзал, вокзалы крупнейших железнодорожных станций города — Тихоокеанская и Бархатная.
На всём протяжении проспект имеет четыре полосы движения, за исключением небольшого участка, сужающегося до трёх полос из-за особенностей рельефа города. Долгое время Находкинский проспект был единственной дорогой соединяющей юг и север города, из-за чего на нём периодически возникали автомобильные заторы. В 2009 году было завершено строительство Объездной дороги, что существенно снизило транспортную нагрузку на проспект. Теперь заторы на Находкинском проспекте встречаются гораздо реже.

## Важнейшие здания и учреждения
- Государственные учреждения — Администрация и Дума Находкинского городского округа.
- Крупные торговые центры — ОЦ «Буревестник», ТЦ «Тихоокеанский», ТЦ «Зебра», ГУМ, супермаркет «5+», ТЦ "Апельсин", ТД "КУпеческий", ТЦ "Искра". МФК «Находка Мега»
- Учебные заведения — Дальневосточное мореходное училище, филиал Морского Государственного Университета им. Невельского, филиал Тихоокеанского Государственного Экономического Университета, Детско-юношеская спортивная школа «Океан»
- Объекты культуры — Находкинский театр кукол, кинотеатр «Буревестник», городская картинная галерея «Вернисаж», театр "Рампа".
- Транспорт — Находкинский автовокзал, вокзалы станций Бархатная, Тихоокеанская.
- Парки — Центральный парк культуры и отдыха (Находкинский проспект, 78) и Административный городок ПМП (Перекресток: Находкинский проспект - м. Шефнера).

И всех окрестных улиц ухабистые ленты

Стекаются, как в реку, в Находкинский проспект.